# Undulatus
Undulatus är en specialform hos moln som visar ett vågformigt mönster. Dessa vågor finns i moln bestående av flak eller skikt. Molnen kan dock antingen vara likformiga eller bestå av åtskilda eller sammansatta element. Ibland förekommer dubbla vågsystem. Beteckningen används för huvudmolnslagen cirrocumulus, cirrostratus, altocumulus, altostratus, stratocumulus och stratus.